# 顶果轴脉蕨
顶果轴脉蕨（学名：Ctenitopsis acrocarpa）为叉蕨科轴脉蕨属下的一个种。